# Château de Ravenel
Pour les articles homonymes, voir Ravenel.
Le château de Ravenel est situé sur la commune de Ravenel, dans le département de l'Oise.

## Historique
La seigneurie appartenait au XVIe siècle à la famille de Ravenel.
Au XVIe siècle, elle passa à la famille de Guillebon.
En 1750, elle fut vendue à M. Bouchart qui la revendit à la famille Prondre de Guermantes.
Mlle du Trousset d'Héricourt d'Obsonville le conserva le temps de la Révolution.[réf. nécessaire]
Louis Ernest Prondre, marié à Marguerite Josèphe de Rothe, dont la mère Jeanne de la Vaulx, fut la dernière femme du maréchal de Richelieu, transmit la seigneurie à sa fille Emma Louise Joséphine Prondre, dame de Ravenel, épouse du comte Joseph Marie Scipion de Chazelles. Le domaine passe ensuite à sa fille, épouse en 1855 d'Edmond Ratisbonne, receveur général des finances et trésorier-payeur général, petit-fils d'Auguste Ratisbonne, qui deviendra maire de Ravenel.
La famille Ratisbonne conserva le château jusqu'en 1969.

## Jardin d'agrément
Le jardin d'agrément a été inscrit au pré-inventaire des jardins remarquables.